# جاده ای۱۶۶
جاده ای۱۶۶ (انگلیسی: A166 road) یکی از جاده‌های کشور انگلستان است.
این جاده از روستا دانینگتون شروع و در شهرک دریفیلد به پایان می‌رسد، طول این جاده ۳۹.۷ کیلومتر است.